# Explorer 11
Explorer 11 (còn được gọi là S15) là một vệ tinh quỹ đạo Trái Đất của Mỹ mang theo kính viễn vọng tia gamma không gian đầu tiên. Đây là sự khởi đầu sớm nhất của thiên văn học tia gamma. Được phóng vào ngày 27 tháng 4 năm 1961 bởi một tên lửa Juno II vệ tinh đã trả lại dữ liệu cho đến ngày 17 tháng 11, khi các vấn đề cung cấp điện chấm dứt nhiệm vụ khoa học. Trong suốt thời gian bảy tháng của tàu vũ trụ, nó phát hiện hai mươi hai sự kiện từ tia gamma và khoảng 22.000 sự kiện từ bức xạ vũ trụ.

## Dụng cụ
Kính viễn vọng Explorer 11, được phát triển tại MIT dưới sự chỉ đạo của William L. Kraushaar, đã sử dụng kết hợp một máy dò scintillator (chất nhấp nháy) ở giữa cùng với bộ đếm Cherenkov để đo các hướng đến và năng lượng của các tia gamma năng lượng cao. Vì kính thiên văn không thể nhắm vào, tàu vũ trụ được đặt trong một vòng quay chậm để quét hình cầu thiên thể. Do quỹ đạo cao hơn kế hoạch mang tàu vũ trụ vào bức xạ phát hiện gây nhiễu của vành đai Van Allen, và sự thất bại sớm của máy ghi âm trên tàu, chỉ có 141 giờ quan sát hữu ích có thể được tiêu hủy từ khoảng 7 tháng trong thời gian mà thiết bị hoạt động. Trong thời gian này ba mươi mốt "sự kiện chữ ký tia gamma" đã được ghi lại khi kính viễn vọng chỉ về hướng của bầu khí quyển Trái đất, một nguồn tia gamma tương đối sáng tạo ra trong sự tương tác của các proton tia vũ trụ thông thường với các nguyên tử không khí. Sự phân bố thiên thể của các hướng đến ba mươi mốt cho thấy không có sự tương quan có ý nghĩa thống kê với hướng của bất kỳ nguồn vũ trụ tiềm năng nào. Thiếu sự tương quan như vậy, việc xác định nguyên nhân của ba mươi mốt sự kiện như tia gamma có nguồn gốc vũ trụ không thể được thiết lập. Do đó, kết quả của thí nghiệm được báo cáo là các giới hạn trên thấp hơn đáng kể so với các giới hạn thu được từ các thí nghiệm trước đó.
Một kính viễn vọng tia gamma cải tiến, cũng được phát triển tại MIT dưới sự chỉ đạo của W. L. Kraushaar, ở Third Solar Observatory (OSO-3), được phóng vào năm 1967. Nó đã quan sát dứt khoát đầu tiên về tia gamma vũ trụ năng lượng cao từ cả hai nguồn thiên hà và ngoài thiên hà. Các thí nghiệm sau đó, cả trong quỹ đạo và trên mặt đất đã xác định được nhiều nguồn tia gamma vũ trụ rời rạc trong thiên hà của chúng ta và xa hơn nữa.